# Amari Cooper
Amari Cooper (Miami, 17 giugno 1994) è un giocatore di football americano statunitense che milita nel ruolo di wide receiver per i Buffalo Bills della National Football League (NFL). Fu scelto come quarto assoluto nel Draft NFL 2015 dagli Oakland Raiders. Al college giocò a football con gli Alabama Crimson Tide.

## Carriera universitaria
Nella sua stagione da freshman nel 2012, Cooper concluse con 53 ricezioni per 895 yard e nove touchdown. Nella finale del campionato NCAA, Cooper fece ritorno nella sua città natale, Miami, guidando tutti i ricevitori di Alabama con 105 yard e 2 touchdown nella vittoria per 42-14 su Notre Dame.
Il 20 settembre 2014, Cooper stabilì i propri nuovi primati personali, nella gara contro Florida, con dieci ricezioni per 201 yard, il primo ricevitore dei Crimson Tide a superare quota 200 yard da Julio Jones nel 2010. Inoltre stabilì il nuovo primato scolastico di Alabama arrivando a quota 20 touchdown su ricezione, superando il vecchio record di Dennis Homan di 18. Il 25 ottobre, contro Tennessee, superò il suo primato con 224 yard ricevute.
L'8 dicembre 2014, Cooper fu annunciato come uno dei tre finalisti dell'Heisman Trophy, assieme al quarterback di Oregon Marcus Mariota e al running back di Wisconsin Melvin Gordon, classificandosi al terzo posto. Fu inoltre premiato con il Fred Biletnikoff Award come miglior ricevitore a livello universitario.
Premi e riconoscimenti
- Campione NCAA (2012)
- (2) SEC Championship (2012, 2014)
- Fred Biletnikoff Award (2014)
- Paul Warfield Trophy (2014)
- Unanimous All-American (2014)

## Carriera professionistica

### Oakland Raiders
Il 9 gennaio 2015, Cooper annunciò la sua intenzione di saltare l'ultimo anno nel college football per rendersi eleggibile nel Draft NFL 2015. Considerato uno dei migliori ricevitori della sua classe, il 30 aprile 2015 Cooper fu scelto dagli Oakland Raiders come quarto assoluto del Draft 2015. Debuttò come professionista partendo come titolare nel primo turno contro i Cincinnati Bengals, ricevendo 5 passaggi per 47 yard. Il primo touchdown lo segnò sette giorni dopo nella vittoria sul filo di lana contro i Baltimore Ravens, in cui concluse con 7 ricezioni per 109 yard. Nel terzo turno, nella vittoria sui Browns, divenne il primo ricevitore dei Raiders a giocare due gare consecutive da almeno cento yard ricevute da Randy Moss nel 2005.

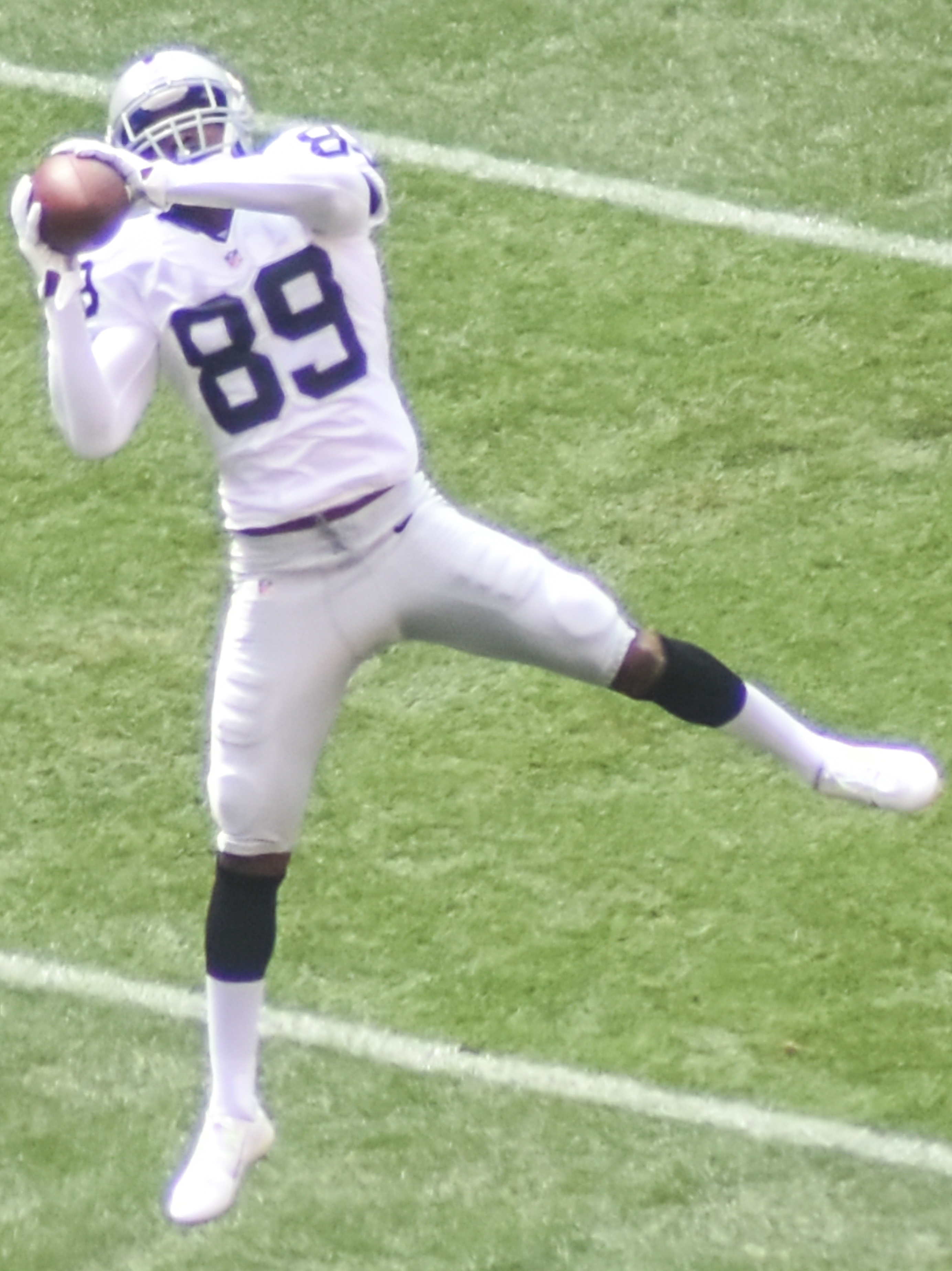
Cooper nel 2015

Nella settimana 7, Cooper ricevette un TD da 52 yard da Derek Carr e con 133 yard ricevute contribuì alla vittoria sui San Diego Chargers. Per questa prestazione fu premiato come rookie della settimana. Due settimane dopo ottenne di nuovo tale riconoscimento dopo avere ricevuto 7 passaggi per 88 yard e un touchdown contro i Pittsburgh Steelers. Nel dodicesimo turno fu premiato una terza volta come rookie della settimana dopo avere ricevuto sette passaggi per 115 yard nella vittoria sui Titans. Nella settimana 15 contro i Packers divenne il primo rookie della storia dei Raiders a guadagnare mille yard su ricezione e il primo giocatore in assoluto della squadra da Randy Moss nel 2005, venendo eletto per la quarta volta rookie della settimana. La sua annata si chiuse al primo posto della squadra per yard ricevute (1.070) e al secondo per TD su ricezione (6), venendo convocato per il Pro Bowl al posto dell'infortunato Brandon Marshall. La Pro Football Writers Association lo inserì nella formazione ideale dei rookie.
Nel 2016, Cooper fu convocato per il secondo Pro Bowl in carriera dopo avere terminato con 83 ricezioni per 1.153 yard e 5 touchdown. In quella stagione, i Raiders tornarono per la prima volta ai playoff dalla stagione 2002.

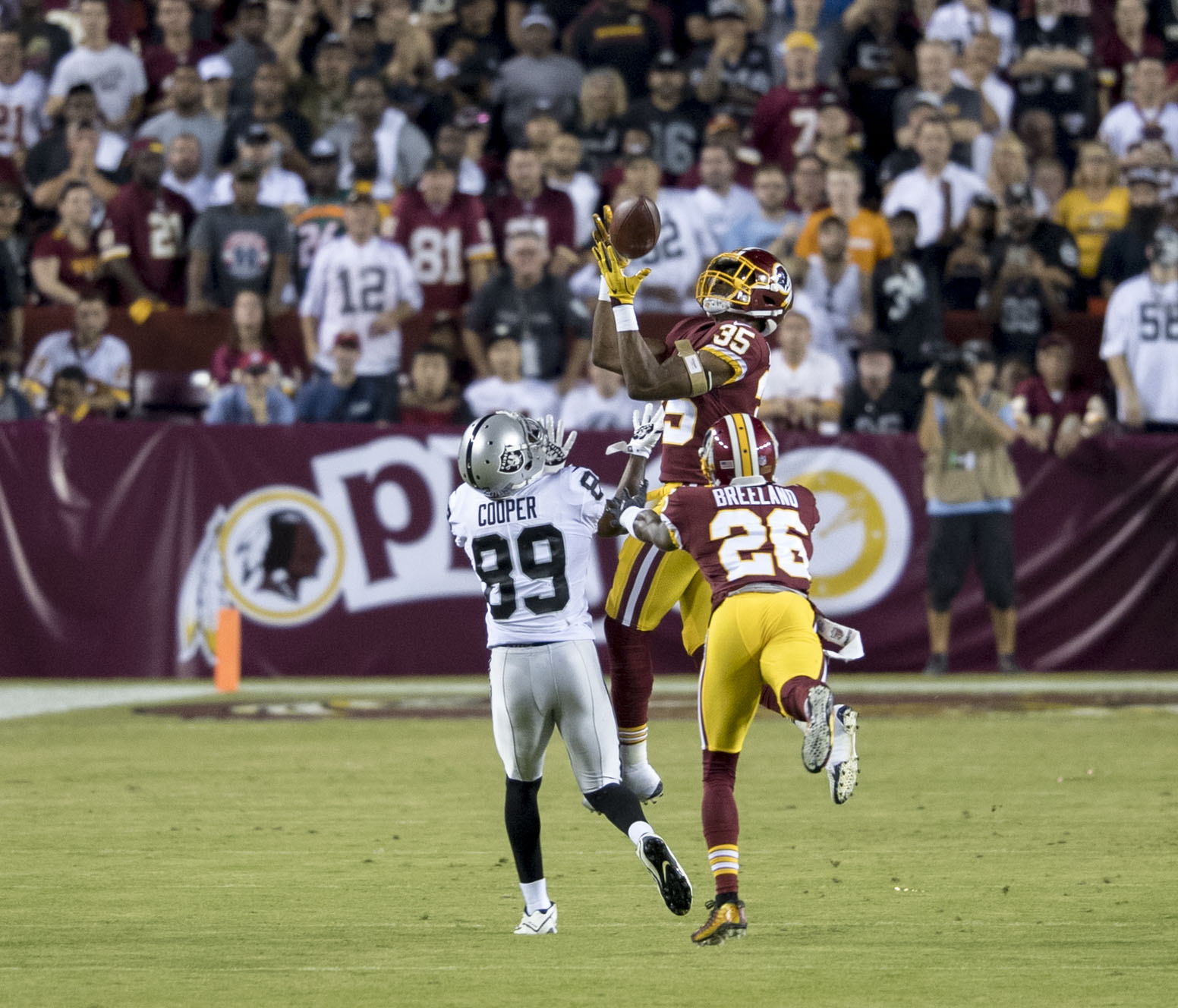
Cooper contro i Washington Redskins nel 2017

Nel 2017, Cooper ebbe una partenza di stagione lenta, segnando un solo touchdown nelle prime sei partite, prima di rifarsi nel settimo turno in cui ricevette 210 yard e 2 TD nella vittoria in rimonta sui Chiefs leader della division. Divenne così il primo giocatore dei Raiders a concludere una partita con oltre 200 yard ricevute dal 1965, venendo premiato come miglior giocatore offensivo dell'AFC della settimana. La sua annata terminò con 680 yard ricevute, in calo rispetto alle prime due annate, ma con un nuovo primato personale di 7 touchdown su ricezione.

### Dallas Cowboys
Il 22 ottobre 2018 Cooper fu scambiato con i Dallas Cowboys per una scelta del primo giro del Draft NFL 2019. Nella gara del Giorno del Ringraziamento trascinò la nuova squadra alla vittoria sui Washington Redskins con 180 yard ricevute e 2 touchdown nel 31-23 finale, venendo premiato come giocatore offensivo della NFC della settimana. Nel quattordicesimo turno divenne il primo giocatore dei Cowboys da Michael Irvin negli anni novanta a ricevere più di 200 yard e segnare 3 touchdown, incluso quello della vittoria nei tempi supplementari sui Philadelphia Eagles campioni in carica. Per la seconda volta in stagione fu premiato come giocatore offensivo della settimana. La sua stagione si chiuse con 1.005 yard ricevute e 7 touchdown, tornando ad essere convocato per il Pro Bowl.
Nel 2019 Cooper fu convocato per il suo quarto Pro Bowl al posto dell'infortunato Mike Evans dopo avere chiuso con 79 ricezioni per un nuovo primato personale di 1.189 yard e 8 touchdown.
IL 16 marzo 2020 Cooper firmò con i Cowboys un rinnovo quinquennale del valore di 100 milioni di dollari.
Nella prima partita della stagione 2021 Cooper ricevette 139 yard e 2 touchdown nella sconfitta contro i Buccaneers campioni in carica.

### Cleveland Browns

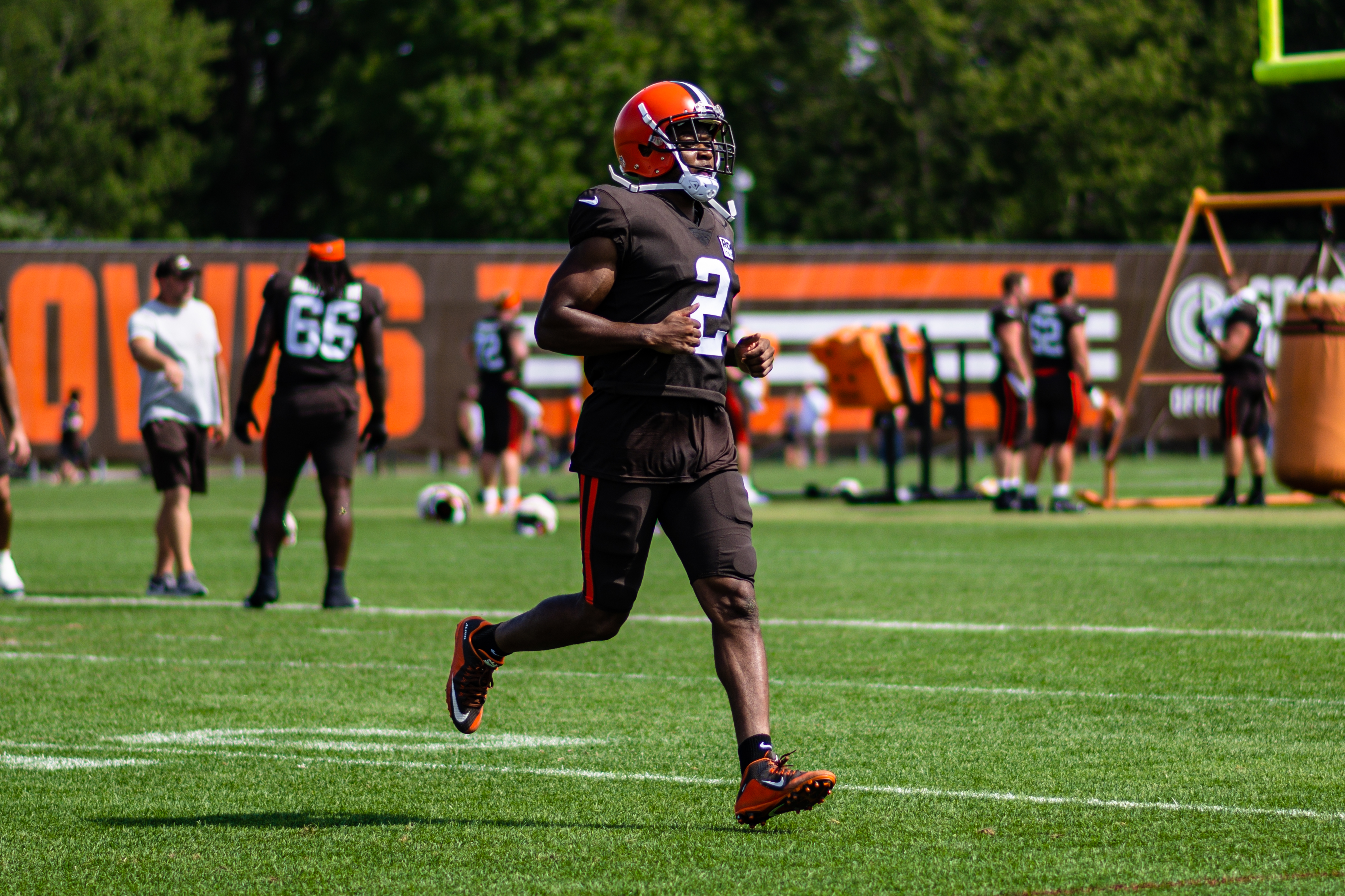
Cooper nel training camp 2022 con i Browns

Il 12 marzo 2022 passò ai Cleveland Browns in cambio di una scelta al quinto giro ed una scelta al sesto giro del Draft 2022. Nel penultimo turno segnò 2 touchdown e disputò la quinta partita stagionale con almeno 100 yard ricevute e una o più marcature, a una di distanza dal record stagionale di franchigia di Josh Gordon.
Nel sedicesimo turno della stagione 2023 Cooper ricevette 11 passaggi per un record di franchigia di 265 yard (il massimo della NFL in quella stagione), oltre a segnare due touchdown, venendo premiato come giocatore offensivo della AFC della settimana. A fine stagione fu convocato per il suo quinto Pro Bowl dopo un nuovo primato personale di 1.250 yard ricevute.

### Buffalo Bills
Il 15 ottobre 2024 Cooper, assieme a una scelta del sesto giro del Draft 2025, fu scambiato con i Buffalo Bills per una scelta del terzo giro del Draft 2025 e una del settimo giro del 2026. Nella prima partita con la nuova maglia andò subito a segno nella vittoria sui Tennessee Titans.

## Palmarès
- Convocazioni al Pro Bowl: 5

2015, 2016, 2018, 2019, 2023
- Giocatore offensivo dell'AFC della settimana: 2

7ª del 2017, 16ª del 2023
- Giocatore offensivo della NFC della settimana: 2

12ª e 14ªdel 2018
- Rookie della settimana: 4

7ª, 9ª, 12ª e 15ª del 2015
- PFWA All-Rookie Team - 2015